# 郵票研究
郵票研究包括了對郵票設計、製造、使用的研究。
這和集郵不同之處在於，郵票研究者可能會研究一些罕有的郵票，但因為資金或機遇而沒有擁有它們。而集郵者未必了解每張郵票的歷史、技術。
法語中philatélie一字是最早出現在Le Collectionneur de timbres-postes第一期（1864年11月15日）。這個字是Georges Herpin創的，由希臘文philos（朋友）和ateleia（免郵費）兩字組成。

## 方向

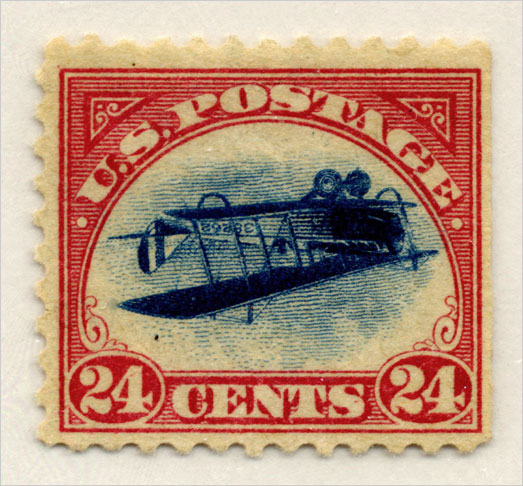
倒置的珍妮是著名的錯版郵票

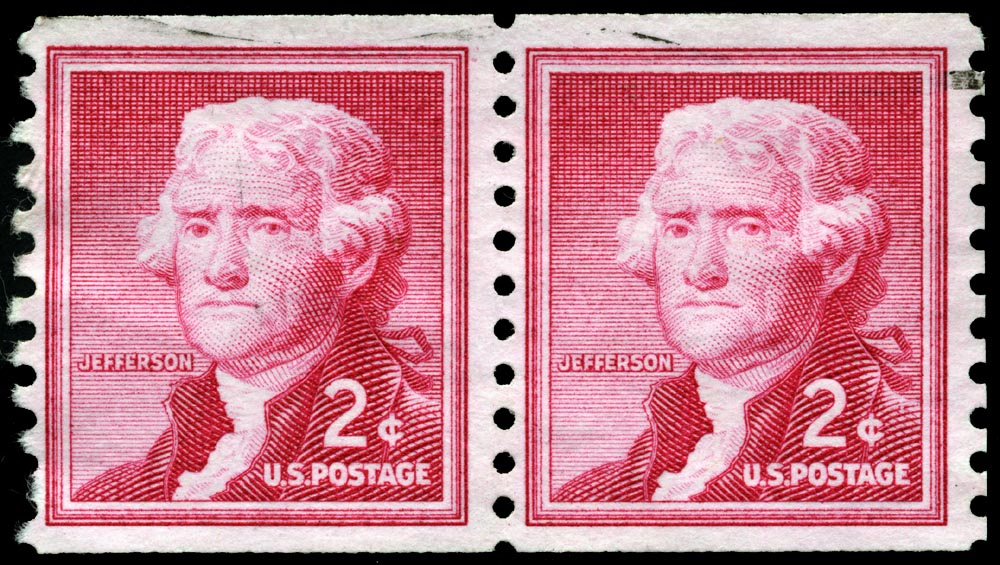
大部分郵票售賣時，之間有齒孔

### 技術性的
- 設計過程
- 用料、水印
- 郵票背膠（令郵票濕潤後便可貼上的膠）
- 印刷方式（活字印刷／木刻／全像攝影）
- 分割方式（齒孔／騎縫／模切）
- 郵戳
- 辨別真偽：鑑定郵票的工具有放大鏡、量齒尺（判定齒孔大小、度数）、水印機、紫外光燈等

### 按主題的
例如
- 昆蟲 （页面存档备份，存于）
- 雀鳥 （页面存档备份，存于）
- 節慶（如聖誕）
- 藝術（史） （页面存档备份，存于）
- 科學（家）
- 票中票 （页面存档备份，存于）

## 外部連結
- 清清集郵網 （页面存档备份，存于）
- CPI 中國集郵信息網
- 集郵專輯 （页面存档备份，存于）
- 新邮票的世界 （页面存档备份，存于） 目录的新邮票发行（在英语中，但中国翻译在线)